# Duncan Haldane
Frederick Duncan (14 de septiembre de 1951), conocido como F. Duncan Haldane, es un físico británico, profesor Eugene Higgins de física en la Universidad de Princeton, miembro del Instituto Perimeter de Física Teórica y Miembro de la Royal Society. Ganó el Premio Nobel de Física de 2016 junto con David J. Thouless y John Michael Kosterlitz.

## Educación
Haldane estudió en la St Paul's School de Londres y el Christ's College de Cambridge, donde obtuvo un Bachelor of Arts seguido de un doctorado en 1978, dirigido por Philip Warren Anderson.

## Carrera e investigación
Haldane trabajó como físico en Instituto Laue-Langevin en Francia entre 1977 y 1981, antes de entrar en la Universidad del Sur de California. Haldane es conocido por una amplia variedad de contribuciones fundamentales a la física de la materia condensada que incluye la teoría de líquidos de Luttinger, la teoría de cadenas de espín unidimensionales, la teoría de efecto Hall cuántico fraccionario, la estadística de exclusión y espectros de entrelazamiento entre otros.
Desde 2011, desarrolla una nueva descripción geométrica del efecto Hall cuántico fraccionario que introduce la "forma" del "bosón compuesto" descrito por un campo tensor métrico espacial "unimodular" (de determinante 1) como el grado de libertad colectivo fundamental de los estados de efecto Hall cuántico fraccionario.
 Esta nueva descripción mixta "Chern-Simons + geometría cuántica" reemplazaría el paradigma "Chern-Simons + Ginzburg-Landau" introducido alrededor de 1990. A diferencia de su predecesor, proporciona una descripción del modo colectivo del efecto Hall cuántico fraccionario que concuerda con la aproximación de modo único de Girvin-MacDonald-Platzman.

## Premios y condecoraciones
Haldane fue elegido miembro de la Royal Society (FRS) en 1996, de la Academia Estadounidense de las Artes y las Ciencias
(Boston), de la American Physical Society, del Institute of Physics (Reino Unido) y de la Asociación Estadounidense para el Avance de la Ciencia. Ganó el Premio Oliver E. Buckley de Materia Condensada de la Sociedad Física Americana (1993); la beca de investigación de la Fundación Alfred P. Sloan (1984-88); la Cátedra Lorentz (2008), el Premio Dirac (2012); el doctorado honoris causa de la Universidad de Cergy-Pontoise (2015)  y el Premio Nobel de Física (2016).

## Vida personal
Haldane y su esposa, Odile Belmont, viven en Princeton, Nueva Jersey.